# VinFast VF e34
Le VinFast VF e34 est une automobile crossover compact électrique fabriqué et commercialisé par VinFast, marque automobile de Vingroup à partir de 2021.

## Aperçu
Dans la seconde moitié de janvier 2021, VinFast a officiellement présenté la gamme de ses premières voitures électriques, composée de trois crossovers de tailles différentes. Le plus petit d'entre eux était le modèle sous-compact, appelé VF e34, qui conserve ses proportions caractéristiques avec une carrosserie étroite et haute, ainsi qu'une silhouette arrondie.
La partie avant est ornée de phares à deux niveaux, composés de phare de jour à LED au niveau supérieures et de feux de route au niveau inférieur. Dans l'habitacle, qui conserve une couleur uniforme sombre, la console centrale est dominée par un écran tactile vertical qui contrôle le système multimédia. Contrairement aux précédents modèles, les VinFast LUX A2.0 et VinFast LUX SA2.0, le véhicule était basé sur une plate-forme d'auto-construction.
Premièrement, le VF e34 sera mis en vente sur le marché intérieur vietnamien, où le fabricant prévoit de commencer à collecter des commandes à partir du 24 mars 2021, en effectuant des livraisons à partir de novembre de la même année. Comme dans le cas des modèles plus grands, les VinFast VF32 et VinFast VF33, dans le cadre de l'expansion mondiale pour 2022, le VF e34 sera également vendu en Europe, en Australie, aux États-Unis et au Canada.
La voiture est au prix de 690 millions de dongs (30 000 USD) avec une garantie de 10 ans, bien que VinFast propose un prix de 590 millions de dongs (25 600 USD) et un abonnement gratuit de 12 mois pour la batterie du VF e34 comme incitation aux précommandes avant 30 juin 2021. La voiture est également livrée avec un nouveau service d'abonnement à la batterie, pour un tarif mensuel de 62 USD en ne parcourant pas plus de 1 400 km, VinFast remplacera la batterie lithium-ion du VF e34 si la capacité de recharge tombe en dessous de 70 %.
Le VF e34 aura un moteur de 110 kW avec un couple de 242 N m et des roues de 18 pouces. Grâce à une batterie de 42 kWh, il pourra atteindre une autonomie de 300 kilomètres avec une seule charge. Le VF e34 à traction avant est propulsé par un moteur électrique de 110 kW et 242 N m et la suspension est constituée de jambes de force MacPherson à l'avant et d'une poutre de torsion à l'arrière. Il est également livré avec des fonctionnalités avancées telles que la mise à jour du logiciel à distance, diagnostic et avertissement de problème de véhicule, support client à distance, planification d'itinéraire et un guide de localisation des bornes de recharge.

## Links
- VinFast VF e34